# Panorpa hageniana
Panorpa hageniana är en näbbsländeart som först beskrevs av Rainer Willmann 1975.  Panorpa hageniana ingår i släktet Panorpa och familjen skorpionsländor. Inga underarter finns listade i Catalogue of Life.